# Čedomir Pavičević
Čedomir Pavičević (in serbo Чедомир Павићевић?; Subotica, 23 maggio 1978) è un ex calciatore serbo, di ruolo centrocampista.